# Carucage

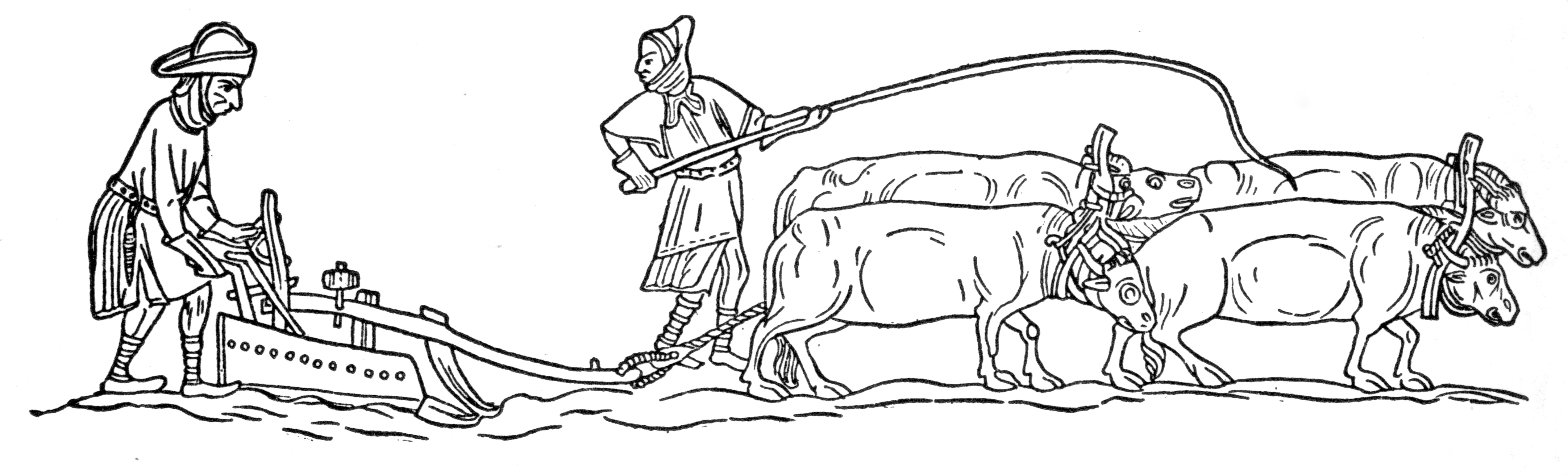
Algunos carucages fueron evaluados en ploughteams, como este arado de cuatro bueyes de equipo, redibujado del Luttrell Psalter, un manuscrito iluminado de c. 1330.

El Carucage, en latín carrūcāgium, de carrūca, «arado de ruedas» era un impuesto sobre la tierra inglesa medieval introducido por el rey Ricardo I en el año 1194, basado en el tamaño, calculado de formas diversas, de la propiedad del contribuyente. Era un reemplazo del danegeld, impuesto por última vez en 1162, que se había vuelto difícil de recaudar debido a un número creciente de exenciones. El Carucage fue recaudado solo seis veces: por Ricardo I en 1194 y 1198; por Juan I, su hermano y sucesor, en 1200; y el hijo de Juan I, Enrique III, en 1217, 1220 y 1224, después de lo cual fue reemplazado por impuestos sobre el ingreso y la propiedad personal.
El valor imponible de un patrimonio se evaluó inicialmente a partir de la «Encuesta de Domesday», pero luego se emplearon otros métodos, como las valoraciones basadas en el testimonio jurado de los vecinos o en el número de equipos de arados que el contribuyente utilizaba. El carucage nunca aumentó tanto como otros impuestos, pero sin embargo ayudó a financiar varios proyectos. Pagó el rescate por la liberación de Ricardo I en 1194, después de que fue hecho prisionero por Leopoldo V, duque de Austria; cubrió el impuesto que Juan I tuvo que pagar a Felipe II de Francia en el año 1200 en tierras que heredó en ese país; y ayudó a financiar las campañas militares de Enrique III en Europa continental.
El carucage fue un intento de asegurar nuevas fuentes de ingresos para complementar y aumentar el ingreso real en un momento en que se estaban haciendo nuevas demandas sobre las finanzas reales. Aunque derivado del antiguo danegeld, el carucage fue un experimento en la recaudación de ingresos, pero solo se recaudaba para fines específicos, más que como un impuesto regularmente evaluado. También fue nuevo el hecho de que las recaudaciones posteriores se impusieron con el consentimiento de los barones. Sin embargo, el flujo principal del ingreso real provino de otras fuentes, y el carucage no se volvió a recolectar más después de 1224.

## Antecedentes
En la Inglaterra medieval no había una clara separación entre la casa del rey y el tesoro. Las fuentes principales del ingreso real fueron las propiedades reales, los derechos feudales, como ayudas feudales o alivios feudales, que derivaban de la posición del rey como señor feudal, los impuestos y las tasas y otras ganancias de los tribunales judiciales. En 1130, los registros de los ingresos pagados en la tesorería muestran que aproximadamente el 40 % provino de las propiedades reales, el 16 % de los derechos feudales, el 14 % de los impuestos y el 12 % de los tribunales judiciales. En 1194, los ingresos de la tierra representaron aproximadamente el 37 % del total,,. aproximadamente el 25 % provino de los derechos feudales, los impuestos recaudados fueron alrededor del 15 % y los ingresos de fuentes judiciales alrededor del 11 %..
Los impuestos ingleses después de la conquista normanda de 1066 se basaban en el geld o danegeld, un impuesto nacional pagado por todos los hombres libres, aquellos que no eran siervos o esclavos. El geld se basaba en el número de pieles de propiedad del contribuyente, [d] y podía ser demandado por el rey y evaluado a diferentes niveles sin la necesidad de consultar con los barones u otros sujetos. Durante el reinado del rey Enrique I, un número creciente de exenciones y las dificultades encontradas en la recolección del geld, disminuyeron su importancia para el Tesoro, el tesoro de Inglaterra. No está claro si el geld fue recolectado durante el reinado del sucesor del rey Enrique, el rey Esteban. El sucesor de Esteban, el rey Enrique II, recolectó el geld solo dos veces, una en 1155 y otra en 1161-1162. El geld era impopular y después de 1162, el rey Enrique pudo haber sentido políticamente conveniente dejar de recogerlo.
La mayoría de la información sobre el carucage proviene de los registros financieros asociados con su recaudación, pero no hay una descripción detallada de la forma en que fue recopilado o evaluado, a diferencia de las cuentas del funcionamiento del Échiquier en el «Diálogo sobre el Exchequer», escrita en 1180. Los registros del gobierno tales como los «Rollos de Tubos», los «Rollos de Memorandos» y otros registros financieros, algunos de los cuales son específicos del carucage, han sobrevivido e incluyen registros de las evaluaciones y los recibos de las sumas recaudadas. También hay referencias ocasionales al impuesto en las crónicas medievales, que complementan la información que se encuentra en los registros financieros.

## Bajo el reinado de Ricardo I
Bajo el mando del hijo del rey Enrique, el rey Ricardo I, conocido como «Ricardo Corazón de León», se recaudó un nuevo impuesto sobre la tierra, el primero desde 1162. Fue organizado por Hubert Walter, el juez de Inglaterra que estaba a cargo de gobernar Inglaterra mientras el rey estaba fuera del país. Al igual que el geld, el carucage se basaba en la cantidad de tierra que poseía, por lo tanto, apuntaba a los hombres libres en lugar de a los siervos, que no poseían tierras y por lo tanto estaban exentos. Primero se recogió en 1194, y el primer impuesto sobre la tierra recaudado en Inglaterra desde el geld, carucage se basó en el tamaño de la finca, medida en cueros, una unidad de tierra que podría ser arado por un arado de ocho bueyes en un año, que normalmente se consideraba equivalente a un cuero. La evaluación original de la propiedad del carucage se basó en la «Encuesta Domesday», una encuesta de tenencia de tierras en Inglaterra que se completó en 1087.
Recolectado de nuevo en 1198, y usualmente llamado el great carucag,—gran carucaje— se evaluó inicialmente a una tasa de 2 chelines por carucaje, estimado en 100 acres (40 ha) o 120 acres (49 ha), pero luego se impusieron tres chelines adicionales por carucaje. Esta colecta de 1198 debía proporcionar al rey dinero para sus campañas militares en Francia, y recaudó alrededor de £ 1000. Posteriormente se impusieron varias multas a los contribuyentes por evadir el pago, sugiriendo que el impuesto de 1198 no tuvo mucho éxito.
Según el cronista Roger de Howden, de finales del siglo XII, la principal fuente de información sobre el carucage de 1198, las evaluaciones se llevaban a cabo en el condado por una comisión de dos funcionarios reales que trabajaban en cada hundred, una subdivisión de un condado. Cada una de estas comisiones incluía a dos caballeros locales que tomarían testimonios jurados en cada pueblo de cuatro aldeanos y los alguaciles o funcionarios de los barones que tenían tierras en el pueblo. Se registraron las evaluaciones resultantes, y el sheriff o funcionario real principal del condado, recibía el dinero y lo enviaba al tesoro. Los propietarios de inmuebles en el área eran responsables de los pagos de sus propiedades y cuando se entregaron al Tesoro se siguió un procedimiento especial para registrar los pagos, que luego se depositaron en un conjunto de cuentas dedicadas. Estos procedimientos elaborados debían evitar la apropiación indebida de fondos, pero pudieron no haber sido exitosos, ya que posteriormente se enviaron jueces para investigar las actividades de los comisionados. Como resultado de sus investigaciones, 23 condados pagaron multas para garantizar el fin de las consultas reales y los atrasos en los pagos.
El bajo clero y los obispos resistieron el intento de Ricardo I de imponer el carucage de 1198 en sus propiedades. En respuesta, Ricardo I retiró su acceso a sus cortes reales obligandolos a comprarlo por una suma mayor a la que el carucage hubiera recaudado.

## Bajo el reinado de Juan
El rey Juan, hermano y sucesor de Ricardo, recolectó el carucage una sola vez, en 1200. Estableció el monto que se recaudaría de cada custodia a tres chelines. Los ingresos de este impuesto no aparecen en el «1200 Pipe Roll», Great rolls, o Great Rolls of the Pipe, que son una colección de registros financieros mantenidos por el Tesoro Público, aunque la designación en los registros oficiales de William of Wrotham y sus asistentes como receptores los carucagii sugiere que el dinero recaudado se pagó como una comisión especial en el Ministerio de Hacienda. Se desconoce si las tierras fueron evaluadas por el sistema utilizado en 1198. El cronista contemporáneo Ralph de Coggeshall notó que una orden recorrió toda Inglaterra enviada por los jueces o por el rey para recaudar el impuesto, lo que puede implicar que el rey designó jueces para cobrar el impuesto en lugar de utilizar el sistema anterior. El carucage fue levantado para pagar el alivio feudal del rey Juan, el pago a un señor de las tierras heredadas, por su herencia de tierras en Francia. El alivio fue establecido por el rey Felipe II de Francia, el jefe supremo de Juan, en 20 000 marcos. Las estimaciones de la cantidad recaudada por este carucage, de alrededor de £ 3000, se basan en los ingresos posteriores recaudados durante el siguiente reinado.
Los monasterios cistercienses en el norte de Inglaterra resistieron el impuesto alegando que eran inmunes a los impuestos. El rey Juan los presionó ya que estaba en el norte cuando se anunció el impuesto, pero las distintas abadías apelaron a Hubert Walter, por entonces canciller. Walter aseguró a las abadías la promesa de un pago grupal de £ 1000, pero en junio de 1200 el rey rechazó la oferta. En octubre, el rey regresó de Normandía y reanudó la presión sobre los monasterios y ordenó la confiscación de todo el ganado cisterciense en tierras reales después de dos semanas si no se llegaba a un acuerdo. A finales de noviembre, a través de la intercesión de Walter, el rey capituló y aceptó la inmunidad cisterciense de este impuesto.

## Bajo el reinado de Enrique III
El hijo de Juan I, el rey Enrique III, lanzó el carucage en tres ocasiones, en 1217, 1220 y 1224. El nuevo enfoque en 1217 y 1220 fue asegurar el consentimiento de los principales nobles para la imposición del impuesto. El impuesto de 1217 fue una vez más evaluado en 3 chelines por carucage. La evaluación de la cantidad de tierras en poder de cada contribuyente implicaba que cada propietario proporcionase la información y jurase que era correcta. Al igual que el impuesto de 1200, el impuesto 1217 no se registró en «Pipe Roll» de ese año, lo que respalda la posibilidad de que los ingresos del impuesto se enviaban a una sucursal del Tesoro por separado. El carucage de 1217 solo fue pagada por laicos; el clero hizo una donación en lugar de ser gravado. El dinero recaudado tenía la intención de sufragar los gastos de la guerra que se libraba contra Luis VIII de Francia, que había invadido Inglaterra antes de la muerte del rey Juan y reclamaba el trono inglés.
El carucage de 1220, que se impuso a los laicos y al clero, fue recaudado por una comisión especial y no se pagó en el Ministerio de Hacienda, sino a la iglesia de la Orden Templaria en Londres, el Nuevo Templo. Los Templarios, a través de su organización internacional, funcionaron como banqueros en y entre países. Los tres hombres nombrados para la comisión —William de Halliwell, un fraile, William FitzBenedict, un residente de Londres, y Alexander de Sawbridgeworth, un empleado de Exchequer —fueron responsables de la contabilidad del dinero recibido, que ascendió a £ 3000. El marco de tiempo de la recaudación «1220 carucage» fue bastante corto; las órdenes para realizar las evaluaciones se emitieron en agosto y requirieron que Michaelmas recaudara el impuesto a finales de septiembre. El «1220 carucage» intentó permitir la variación en el valor de la tierra, eximiendo a la tierra estéril de los impuestos. El sistema para las evaluaciones de 1220 fue más simple que el impuesto de 1217 ya que se contaron los equipos de arado para determinar el tamaño de la tierra en lugar de exigir los juramentos de los contribuyentes. Este impuesto se reunió alrededor de £ 5500. Sin embargo hubo algunas dificultades en su recaudación, ya que algunos condados no pagaron, y varios barones se negaron a pagar, al menos al principio. El «1220 carucage» fue recaudado para pagar la defensa de las tierras del rey Enrique en Poitou, en el sur de Francia.
El «1224 carucage» era un impuesto recaudado solo para el clero, y los ingresos del mismo no aparecieron en el «Pipe Roll» de ese año. Es probable que el clero que debía el carucage también recaudara el impuesto. Los registros indican que la mayor parte del dinero recaudado se pagó en el «armario», el «tesoro personal del rey», en lugar del Ministerio de Hacienda. La evaluación 1224 se basó en los equipos de arado, y se impuso para pagar la restitución de las tierras perdidas en Francia.

## Legado
El último carucage se impuso en 1224, después de lo cual la mayor parte de los ingresos del gobierno medieval se recaudaron mediante la aplicación de impuestos sobre la propiedad mueble o personal, en lugar de sobre la tierra; los impuestos sobre la propiedad móvil se evaluaron por primera vez en 1207. Una razón probable para el abandono de los impuestos sobre la tierra fue el aumento de los ingresos recaudados por los impuestos sobre la propiedad y los ingresos.
El Carucage fue un intento de asegurar nuevas fuentes de ingresos para complementar las de ingresos existentes. También se pretendía aumentar los ingresos reales frente a las nuevas demandas que se les imponían. Aunque derivado del anterior, el carucage era un experimento en la recaudación de ingresos, pero solo se recaudaba para fines específicos, más que como un impuesto general regularmente evaluado. Una característica novedosa fue la consulta con los barones y otros miembros destacados de las clases dominantes. A pesar de su uso intermitente durante los reinados de Ricardo I, Juan y los primeros años de Enrique III, la fuente principal de la renta real en ese momento siguió siendo la escarificación, derechos feudales como relieves feudales o ayudas feudales, y derechos reales tales como los beneficios del sistema de justicia.